# Quillen–Lichtenbaums förmodan
Inom matematiken är Quillen–Lichtenbaums förmodan en förmodan som relaterar étalekohomologi till algebraisk K-teori introducerad av Quillen (1975, p. 175), som inspirerades av tidigare förmodanden av Lichtenbaum (1973). Kahn (1997) and Rognes & Weibel (2000) bevisade förmodan vid primtalet 2 för vissa talkroppar. Rost och Voevodsky har meddelat att de har bevisat Bloch–Katos förmodan, av vilket Quillen–Lichtenbaums förmodan följer för alla primtal.

## Förmodan
I Quillens ursprungliga form säger förmodan att om A är en ändligtgenererad algebra över heltalen och l är ett primtal, då finns det en spektralföljd, analog till Atiyah–Hirzebruchs spektralföljd, börjande med
{\displaystyle E_{2}^{pq}=H_{\text{étale}}^{p}({\text{Spec }}A[\ell ^{-1}],Z_{\ell }(-q/2)),}  (which is understood to be 0 if q is odd)
och som slutar med
{\displaystyle K_{-p-q}A\otimes Z_{\ell }}
för −p − q > 1 + dim A.

## K-teori av heltalen
Under antagande av Quillen–Lichtenbaums förmodan och Vandivers förmodan ges K-grupperna Kn(Z) av heltalen av:
- 0 om n = 0 mod 8 och n > 0, Z om n = 0
- Z ⊕ Z/2 om n = 1 mod 8 och n > 1, Z/2 om n = 1.
- Z/ck ⊕ Z/2 om n = 2 mod 8
- Z/8dk om n = 3 mod 8
- 0 om n = 4 mod 8
- Z om n = 5 mod 8
- Z/ck om n = 6 mod 8
- Z/4dk om n = 7 mod 8

där ck/dk är Bernoullitalet B2k/k, förkortat så mycket det går, och n är 4k − 1 eller 4k − 2 (Weibel 2005).